# سارا نجفی
سارا نجفی (زادهٔ ۲۴ شهریور ۱۳۵۹) موسیقی‌دان، نوازندهٔ پیانو و آهنگساز اهل ایران است.

## زندگی‌نامه
سارا نجفی ۲۴ شهریور سال ۱۳۵۹ در تهران متولد شد. پدر وی محمدعلی نجفی، فیلم‌نامه‌نویس و کارگردان سینما است. او از سن ۴ سالگی آموختن پیانو را آغاز و در ادامه از سال ۱۳۷۰ کلاس‌های آموزش موسیقی کودک را نزد ناصر نظر تجربه کرد و به هنرستان موسیقی راه یافت. پس از آن در سال ۱۳۷۷ دوره کارشناسی موسیقی را در دانشگاه آزاد اسلامی پی گرفت و در سال ۱۳۸۲ در مقطع کارشناسی ارشد آهنگسازی دانشکده هنر، تحصیلات تکمیلی خود را آغاز کرد. از جمله استادان او می‌توان به: لیلی سرکیسیان، کامبیز روشن روان، حسین علیزاده، مرتضی دلشب، فرهاد فخرالدینی، مصطفی کمال پورتراب و چیستا غریب اشاره کرد. او اولین زنی است که مدرک آهنگسازی را از دانشگاه، در ایران به‌دست آورده‌است. وی نخستین تجربه‌های آهنگسازی را در ساخت موسیقی متن فیلم برای تئاتر «شب صحبت» و «مرغ دریایی» و فیلم کوتاه «رؤیای خط خطی»، «ضد» و «جایی روی زمین» کسب کرده‌است. او در سال ۱۳۸۴ با قطعه‌ای از موسیقی فیلم «زاگرس» در ششمین فستیوال بین‌المللی برلین پذیرفته شد.

## فعالیت‌های هنری
برخی از فعالیت‌های هنری سارا نجفی به شرح زیر است:
- عضویت در کانون آهنگسازان سینمای ایران[۶]، عضویت در هیئت مدیره کانون آهنگسازان خانه موسیقی[۷]، تدریس پیانو، تئوری موسیقی، هارمونی و سلفژ، آهنگسازی و انتشار آلبوم موسیقی «آرامین» ۱۳۹۵[۸]، نوازندگی و انتشار آلبوم موسیقی «دوستت می‌دارم‌های دنج» ۱۳۹۴[۹]، بازی در فیلم مستند «آواز بی سرزمین» به کارگردانی آیت نجفی (این فیلم موفق به کسب چندین جایزه در فستیوال‌های جهانی شد) ۱۳۹۳[۱۰][۱۱][۱۲][۱۳][۱۴]

## برخی از آثار موسیقی فیلم
از جمله آثار موسیقی فیلم «سارا نجفی» به موارد زیر می‌توان اشاره نمود:
- «پرسه در شهر لاجوردی» به کارگردانی محمدعلی نجفی ۱۳۹۴[۱۶]
- «همچون یک رؤیا» به کارگردانی محمدعلی نجفی ۱۳۸۷[۱۷]
- «زاگرس (فیلم)» به کارگردانی محمدعلی نجفی ۱۳۸۴[۱۸]